# Berkner (cràter)

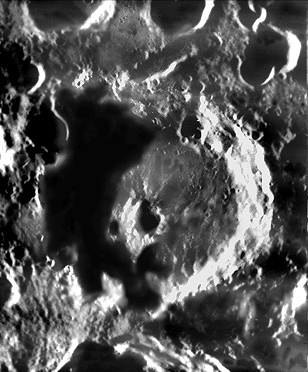
Fotografia de la missió Lunar Reconnaissance Orbiter

Berkner és un cràter d'impacte lunar que es troba en la cara oculta de la Lluna, just després de l'extremitat occidental. S'insereix en la vora est-sud-est del cràter Parenago. Just al sud es troba Robertson, i al sud-est està Helberg.

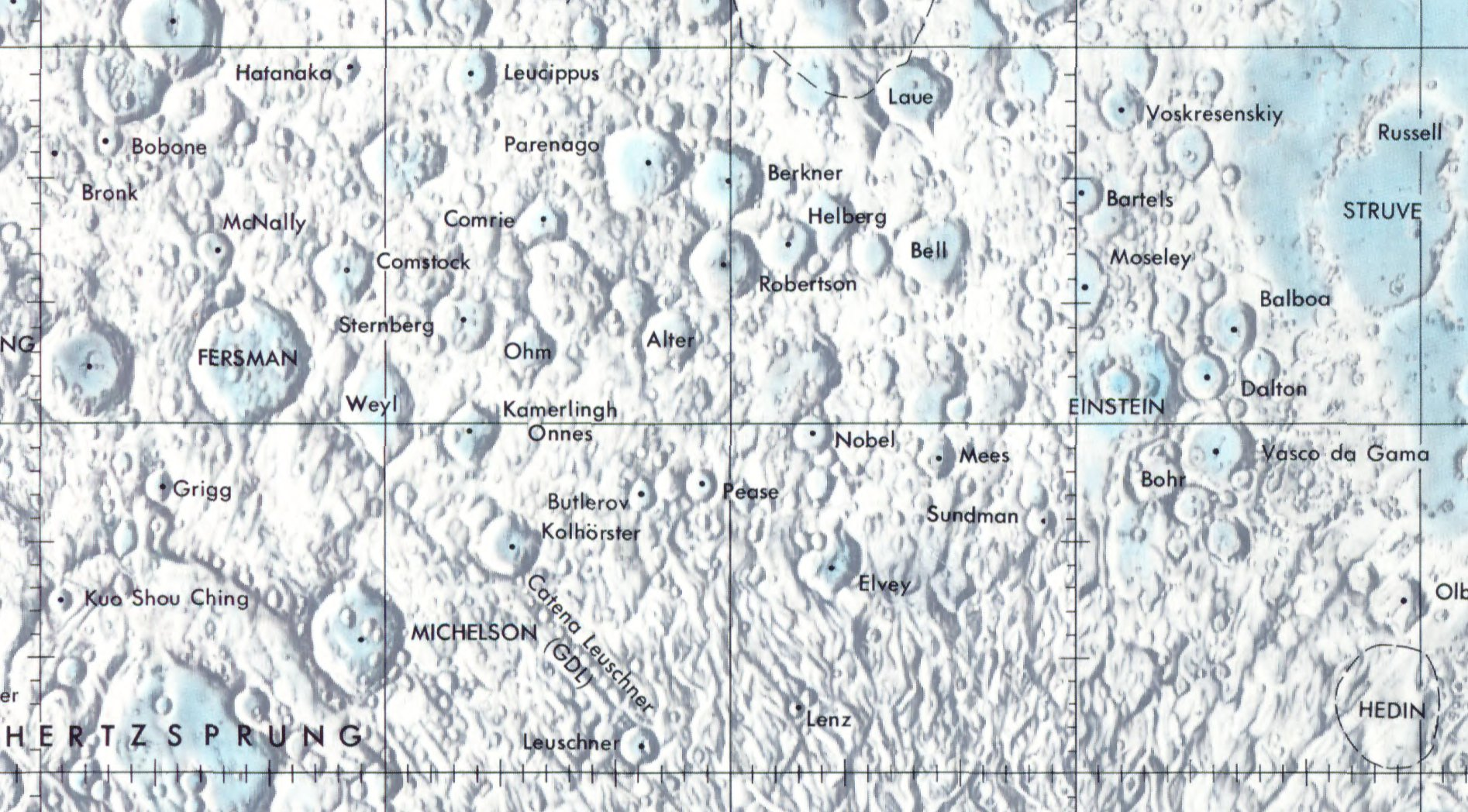
Localització de Berkner (al centre superior de la imatge)

La vora exterior d'aquest cràter s'ha desgastat i erosionat, sobretot en la meitat nord-oest. La part més intacta de la vora està al sud-est, mentre que la resta s'ha vist afectat, mostrant osques per impactes més petits, i està coberta per materials ejectats al sud-oest.

## Cràters satèl·lit
Per convenció aquests elements són identificats en els mapes lunars posant la lletra en el costat del punt mitjà del cràter que està més prop de Berkner.
|         | \| Berkner \| Coordenades \| Diàmetre \| \| ------- \| -------------------------------------- \| -------- \| \| A \| 27° 36′ N, 104° 48′ O / 27.6°N,104.8°O \| 22 km \| \| B \| 29° 18′ N, 104° 06′ O / 29.3°N,104.1°O \| 33 km \| \| Y \| 27° 48′ N, 106° 12′ O / 27.8°N,106.2°O \| 31 km \| |          |
| Berkner | Coordenades | Diàmetre |
| A       | 27° 36′ N, 104° 48′ O / 27.6°N,104.8°O | 22 km    |
| B       | 29° 18′ N, 104° 06′ O / 29.3°N,104.1°O | 33 km    |
| Y       | 27° 48′ N, 106° 12′ O / 27.8°N,106.2°O | 31 km    |